# Экспресс (фильм, 2022)
«Экспресс» — российский художественный фильм 2022 года режиссёра Руслана Братова. Победитель кинофестиваля «Окно в Европу» и фестиваля онлайн-кинотеатров «Новый сезон».
Премьера — 22 сентября 2022 года. Съёмки фильма проходили в Карачаево-Черкессии.

## Сюжет
Саша Сосланов по кличке Сос, обаятельный раздолбай из кавказской провинции, попадает в самую чёрную полосу своей жизни. Но даже, когда его выгоняют из университета, а горячо любимая им Нина уезжает в Москву, он не унывает, а идёт в букмекерскую контору и на бонусную тысячу рублей делает отчаянную ставку из нескольких событий — «экспресс». На телефон парня сыплются уведомления о сыгравших событиях, делая из него реального претендента на крупный выигрыш. Вот только карточка куда-то пропала вместе с другом Серым. Сможет ли Сос остаться собой, когда пройдёт сквозь решётку КПЗ и ледяную воду горной реки?

## В ролях
- Лев Зулькарнаев — Сос
- Павел Ворожцов — Олег
- Артур Хатагов — Виктор
- Ольга Смирнова — Нина
- Михаил Хуранов — физрук
- Сергей Гайтеров — Серый

## Отзывы и оценки
Вадим Богданов из InterMedia поставил фильму 8 из 10, отметив хорошую игру актёров и виды Северного Кавказа и «однако у Руслана Братова „Экспресс“ сыграл по всем позициям, сначала дойдя до главного приза в Выборге и влюбив в себя первых зрителей, а теперь нацелившись и на более широкую аудиторию, которая обязательно оценит свежесть и лаконичность столь самобытного дебюта».
Журнал 7days назвал фильм «одной из лучших криминальных комедий этого года» и отметил что фильм «живой» и атмосферный.
Гульназ Давлетшина из Film.ru отметила динамичный сюжет и диалоги фильма. По словам Зинаиды Пронченко, «у Братова романтизации безысходности противостоит совсем не робкая догадка: а вдруг на территории, называющейся РФ, у жизни столько же шансов сыграть, как и у смерти».
По итогам года журнал «Искусство кино» назвал «Экспресс» лучшим российским фильмом 2022 года.